# インディファティガブル (巡洋戦艦)
|          |                                                                                  |
| 艦歴     |                                                                                  |
| 起工     | 1909年2月23日                                                                    |
| 進水     | 1909年10月28日                                                                   |
| 就役     | 1911年2月                                                                        |
| その後   | 1916年5月31日、ユトランド沖海戦で戦没                                            |
| 除籍     |                                                                                  |
| 性能諸元 |                                                                                  |
| 排水量   | 基準：18,470トン 満載：22,080トン                                                |
| 全長     | 180m                                                                             |
| 全幅     | 24.4m                                                                            |
| 吃水     | 8.0m                                                                             |
| 機関     | 蒸気タービン、4軸、出力43,000馬力                                                |
| 最大速   | 26.9ノット                                                                       |
| 航続距離 | 6,300カイリ（10ノット時）                                                        |
| 乗員     | 820-1,000名                                                                      |
| 兵装     | 45口径30.5cm連装砲4基 50口径10.2cm単装砲16基 47mm単装砲4基 45cm水中魚雷発射管3門 |

インディファティガブル (HMS Indefatigable) はイギリス海軍の巡洋戦艦、インディファティガブル級の一番艦。

## 艦歴
1908年度計画で建造。1911年就役。就役後、本国艦隊の第1巡洋艦戦隊所属となった。1913年1月第1巡洋艦戦隊は第1巡洋戦艦戦隊と改名。12月地中海に移り地中海艦隊の第2巡洋戦艦戦隊所属となった。1914年8月ドイツ巡洋戦艦「ゲーベン」と軽巡洋艦「ブレスラウ」の追跡戦に参加。8月4日、巡洋戦艦「インドミタブル」と共に「ゲーベン」と「ブレスラウ」を捕捉したものの、機関の状態が悪かったために追跡しきれずこれを逃してしまった。11月3日ヘレス岬砲撃に参加。マルタで整備後1915年グランド・フリートに編入。

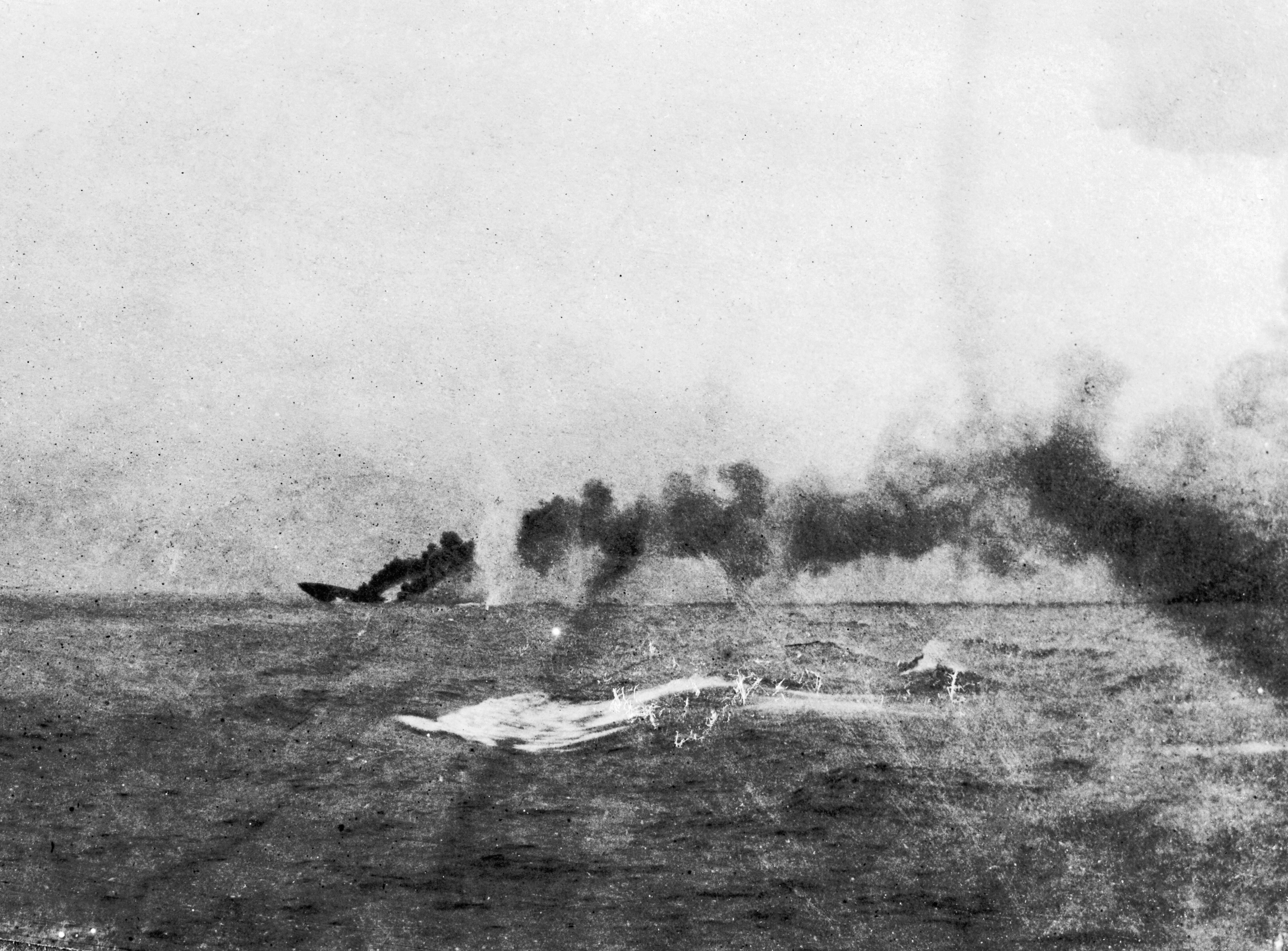
ユトランド沖海戦で爆沈する「インディファティガブル」

1916年5月31日、第2巡洋戦艦戦隊所属でユトランド沖海戦に参加。南走の際、「インディファティガブル」は英巡洋戦艦6隻の戦列最後尾に位置しており、ドイツ巡洋戦艦「フォン・デア・タン」と交戦した。15時48分にドイツ巡洋戦艦5隻が砲撃開始。イギリス巡洋戦艦も応戦した。しかし、イギリス艦隊は正確な照準ができず、「インディファティガブル」の砲撃も遠弾であった。16時ごろ、「フォン・デア・タン」の28cm砲弾2ないし3発が艦尾に命中。続いて艦首にも2発命中した。艦首への命中弾により弾薬庫が誘爆、轟沈した。1019人の乗組員のうち、救助されたのは2人であった。